# 가이우스 마르키우스 코리올라누스

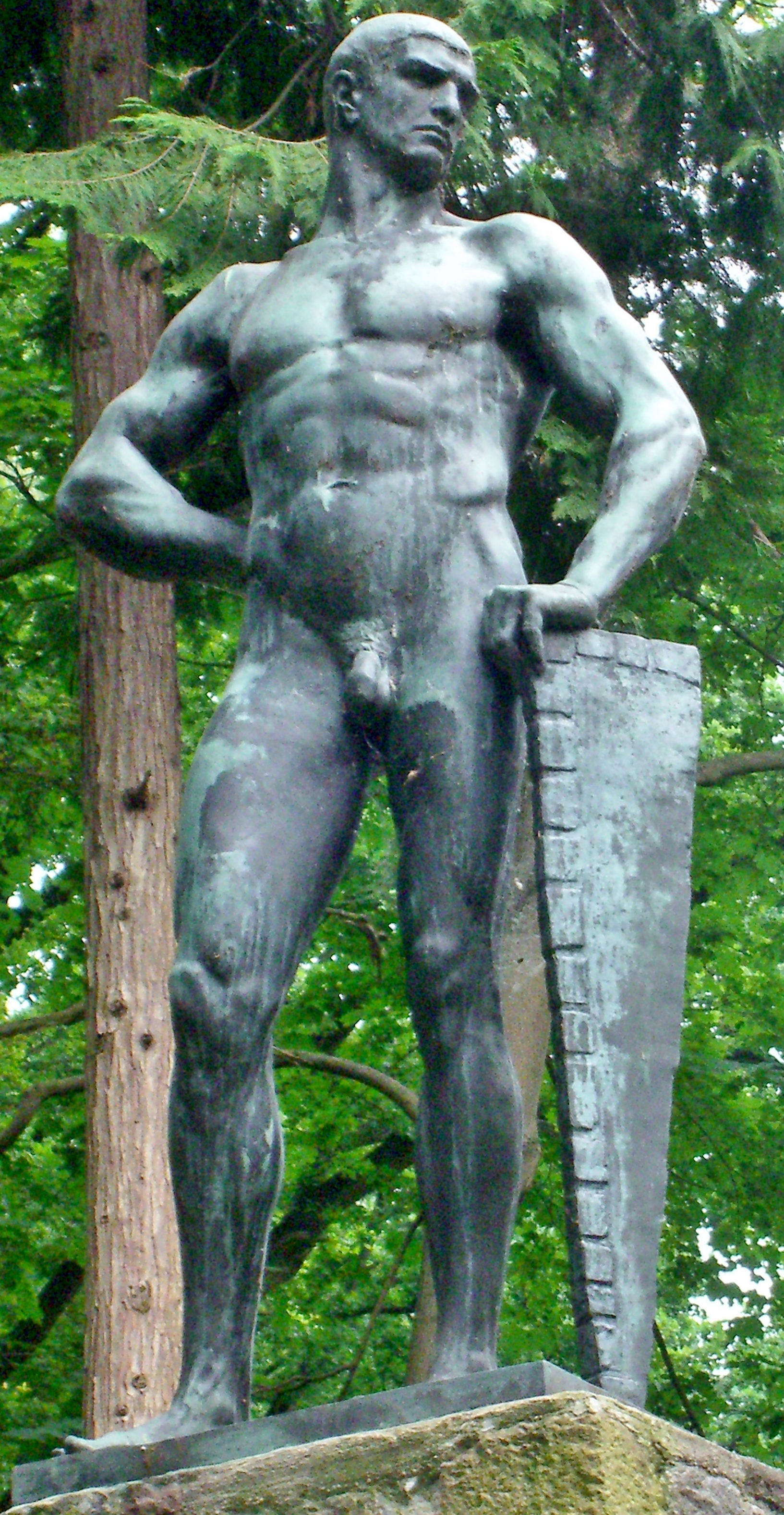

가이우스 마르키우스 코리올라누스(Gaius Marcius Coriolanus)는 기원전 5세기경 고대 로마 전설상의 장군이다. 그는 지명에서 나온 이름인 '코리올라누스'라는 칭호를 얻었는데, 로마가 볼스키족의 도시 코리올리를 공략하면서 그가 빼어난 용맹을 보여주었기 때문이었다. 이후 고대 시대에 역사가들은 보통 이 도시를 코리올라누스가 살았던 곳으로 받아들였으며, 그의 삶에 대한 일반적인 이야기가 나타나서, 리비우스나 플루타르코스 같은 역사가들이 전하였다. 이 이야기는 윌리엄 셰익스피어가 쓴 동명의 희곡의 기초가 되었다.